# آدمیر دا گویا
آدمیر دا گویا (انگلیسی: Ademir da Guia؛ زادهٔ ۳ آوریل ۱۹۴۲) بازیکن فوتبال اهل برزیل است.
از باشگاه‌هایی که در آن بازی کرده‌است می‌توان به باشگاه فوتبال پالمیراس اشاره کرد.
وی همچنین در تیم ملی فوتبال برزیل بازی کرده‌است.